# Los Lunas
Los Lunas ist eine Stadt im Valencia County im US-Bundesstaat New Mexico in den Vereinigten Staaten mit 17.242 Einwohnern (Stand: 2020). Los Lunas ist Sitz der Countyverwaltung (County Seat) des Valencia County.
Los Lunas ist Teil der Albuquerque Metropolitan Statistical Area.
Der Name „Los Lunas“ ist eine Teilübersetzung des Namens der Familie Luna, den ersten Siedlern in der Region (spanisch: los Luna).

## Geschichte
Das Land wurde im Jahr 1716 an Don Felix Candelaria zugeteilt aber innerhalb zweier Jahre wurde es den Lunas gegeben. Nahe der Stadt wurden während des Bürgerkriegs ein paar Gefechte ausgetragen.
Los Lunas wurde 1876 Verwaltungssitz des Valencia County und ist seit 1928 Incorporated Village (selbstverwaltetes Gebiet).
Nahe der Stadt befindet sich der Los Lunas Decalogue Stone.

## Verkehr
Die Interstate 25 führt durch das Stadtgebiet. Die Stadt liegt an der Bahnlinie Albuquerque–El Paso der Atchison, Topeka and Santa Fe Railway.

## Geographie
Die Stadt liegt im Norden des Countys in der Mitte von New Mexico, ist im Norden 20 km von Albuquerque entfernt und hat eine Gesamtfläche von 26,0 km² ohne nennenswerte Wasserfläche.

## Demographie
Nach der Volkszählung im Jahr 2000 lebten hier 10.034 Menschen in 3601 Haushalten und 2689 Familien. Die Bevölkerungsdichte betrug 385,5 Einwohner pro km². Ethnisch betrachtet setzte sich die Bevölkerung zusammen aus 64,14 % weißer Bevölkerung, 1,16 % Afroamerikaner 2,62 % amerikanischen Ureinwohnern, 0,50 % Asiaten, 0,06 % Bewohnern aus dem pazifischen Inselraum, 27,63 % anderer Herkunft und 3,90 % Mischlinge. 58,74 % der Bevölkerung waren spanischer oder lateinamerikanischer Abstammung.
Von den 3601 Haushalten hatten 41,9 % Kinder und Jugendliche unter 18 Jahre, die bei ihnen lebten. 51,8 % waren verheiratete, zusammenlebende Paare, 16,8 % waren allein erziehende Mütter und 25,3 % waren keine Familien. 20,7 % bestanden aus Singlehaushalten und in 5,8 % lebten Menschen im Alter von 65 Jahren oder darüber. Die Durchschnittshaushaltsgröße betrug 2,75 und die durchschnittliche Familiengröße lag bei 3,16 Personen.
Auf den gesamten Ort bezogen setzte sich die Bevölkerung zusammen aus 31,1 % Einwohnern unter 18 Jahren, 9,6 % zwischen 18 und 24 Jahren, 30,1 % zwischen 25 und 44 Jahren, 20,2 % zwischen 45 und 64 Jahren und 8,9 % waren 65 Jahre alt oder darüber. Das Durchschnittsalter betrug 32 Jahre. Auf 100 weibliche Personen kamen 95,0 männliche Personen. Auf 100 Frauen im Alter von 18 Jahren oder darüber kamen statistisch 90,1 Männer.
Das jährliche Durchschnittseinkommen eines Haushalts betrug 36.240 USD, das Durchschnittseinkommen der Familien betrug 37.255 USD. Männer hatten ein Durchschnittseinkommen von 30.664 USD, Frauen 22.437 USD. Das Prokopfeinkommen betrug 14.692 USD. 11,6 % der Familien und 13,5 % der Bevölkerung lebten unterhalb der Armutsgrenze (inklusive 18,3 % der Kinder und 7,3 % der über 65-Jährigen).

## Persönlichkeiten
Söhne und Töchter
- Nina Otero-Warren (1881–1965), Politikerin und Autorin

Persönlichkeiten, die mit Los Lunas in Verbindung stehen
- Bo Diddley (1928–2008), Rock-’n’-Roll-Musiker, lebte von 1971 bis 1978 in Los Lunas